# Charles Z. Platt
Charles Zephaniah Platt (* 22. Juli 1773; † nach 1817) war ein US-amerikanischer Politiker (Föderalistische Partei). Er vertrat das Oneida County zwischen 1806 und 1807 in der New York State Assembly. Dann war er von 1813 bis 1817 Finanzminister (Treasurer) von New York.

## Familie
Charles Z. Platt war der Sohn von Zephaniah Platt (1735–1807), einem Rechtsanwalt und Politiker, und Bruder von Jonas Platt, einem Kongressabgeordneten. Sein Neffe, der ebenfalls Zephaniah Platt (1796–1871) hieß, war mehrere Jahre lang Attorney General in Michigan und nach dem Amerikanischen Bürgerkrieg ein Bezirksrichter in South Carolina. Am 4. Oktober 1803 heiratete Charles Z. Platt Sarah Bleecker in der Dutch Reformed Church in Albany. Das Paar hatte sechs gemeinsame Kinder.